# People’s Choice Awards
A People’s Choice Awards (2017 áprilisa óta hivatalos neve E! People’s Choice Awards) egy amerikai díjátadó gála, ahol a szórakoztatóipar embereit ismeri el a nagyközönség online szavazatok formájában. Az eseményt 1975 óta évente rendezik meg, a nyerteseket eredetileg a Gallup Polls segítségével határozták meg egészen a 2005-ös online szavazásra való átállásig.
A díjátadót Bob Stivers hozta létre, aki 1975-ben készítette el az első műsort. Az első ceremónián A nagy balhé című film kapta A kedvenc film díját, míg Barbra Streisand lett A kedvenc filmes színésznő és John Wayne A kedvenc filmes színész. A díjátadó 1977-ben érte el nézettségi rekordját, amikor 35,3 millióan követték, ahogy Farrah Fawcett elnyeri A kedvenc női TV sztár díját, valamint a Csillagok háborúja A legjobb film elismerést. Ugyanebben az évben Streisand és Wayne szintén győzedelmeskedtek A kedvenc színész kategóriákban. A People’s Choice Awards legtöbbször díjazott személye Ellen DeGeneres, összesen 20 díjjal.
1982-ben Stiver eladta a People’s Choice Awardsot a Procter & Gamble Productions (P&G) vállalatnak. A P&G keretében a ceremóniákat a CBS csatorna közvetítette, és a Procter & Gamble márkáit reklámozták az egész közvetítés során. 2017 áprilisában az E! csatorna bejelentette, hogy felvásárolta a People’s Choice Awardsot. Az E! áthelyezte az ünnepséget a korábbi januári ütemtervről novemberre, hogy a díjátadó idény forgalmasabb hónapjainak közelsége miatt. A műsort az E! és nemzetközi leányvállalatai közvetítik.

## Jelenlegi kategóriák
Az első díjátadón 1975-ben 14 kategória volt. 2016-ban 74 kategóriát hoztak létre.
2018-tól a jelenlegi kategóriák az alábbiakː

### Filmek
- Az év filmje
- Az év vígjátéka
- Az év akciófilmje
- Az év drámája
- Az év családi filmje
- Az év drámai színésze
- Az év férfi filmsztárja
- Az év női filmsztárja
- Az év vígjáték-sztárja
- Az év akciófilm-sztárja

### Zene
- Az év férfi előadója
- Az év női előadója
- Az év együttese
- Az év dala
- Az év albuma
- Az év country előadója
- Az év latin előadója
- Az év videóklipje
- Az év koncertturnéja

### Televízió
- Az év drámaműsora
- Az év vígjátéka
- Az év Revival (újrakezdett) műsora
- Az év realityje
- Az év versenyshowja
- Az év férfi tévés sztárja
- Az év női tévés sztárja
- Az év dráma-sztárja
- Az év vígjáték-sztárja
- Az év nappali beszélgetős műsora
- Az év éjszakai beszélgetős műsora
- Az év versenyzője
- Az év reality-sztárja
- Az év darálásra legalkamasabb műsora
- Az év sci-fi/fantasy műsora

### Popkultúra
- Az év közösségi médiás híressége
- Az év influenszere
- Az év állat híressége
- Az év humoristája
- Az év stíluscsillaga
- Az év forradalmárja
- Az év pop-podcastja
- Az év videójátéka

## A díjátadók listája
| #   | Dátum               | Házigazda                                                     | # | Dátum | Házigazda         | # | Dátum                                   | Házigazda |                    |                              |
| --- | ------------------- | ------------------------------------------------------------- | - | ----- | ----------------- | - | --------------------------------------- | --------- | ------------------ | ---------------------------- |
| 1.  | 1975. március 3.    | Army Archerd és Richard Crenna                                | # | 21.   | 1995. március 5.  | # | Tim Daly és Annie Potts                 | 41.       | 2015. január 7.    | Anna Faris és Allison Janney |
| 2.  | 1976.február 19.    | Jack Albertson                                                | # | 22.   | 1996. március 10. | # | Brett Butler                            | 42.       | 2016. január 6.    | Jane Lynch                   |
| 3.  | 1977. február 10.   | Dick Van Dyke                                                 | # | 23.   | 1997. január 12   | # | Don Johnson és Roma Downey              | 43.       | 2017. január 18.   | Joel McHale                  |
| 4.  | 1978. február 20.   | -                                                             | # | 24.   | 1998. január 11.  | # | Reba McEntire és Ray Romano             | 44.       | 2018. november 11. | —                            |
| 5.  | 1979. március 7.    | Army Archerd és Dick Van Dyke                                 | # | 25,   | 1999. január 13.  | # | Ray Romano                              | 45.       | 2019. november 10. | —                            |
| 6.  | 1980. január 24.    | Mariette Hartley és Bert Parks                                | # | 26.   | 2000. január 9.   | # | Don Johnson és Cheech Marin             | 46.       | 2020. november 15. | Demi Lovato                  |
| 7.  | 1981. március 8.    | Army Archerd és Lee Remick                                    | # | 27.   | 2001. január 7.   | # | Kevin James                             | 47.       | 2021. december 7.  | Kenan Thompson               |
| 8.  | 1982. március 18.   | Army Archerd és John Forsythe                                 | # | 28.   | 2002. január 13.  | # | Kevin James                             | 48.       |                    |                              |
| 9.  | 1983. március 17.   | Dick Van Dyke                                                 | # | 29.   | 2003. január 12.  | # | Tony Danza                              | 49.       |                    |                              |
| 10. | 1984. március 15.   | Andy Williams                                                 | # | 30.   | 2004. január 11.  | # | Charlie Sheen és Jon Cryer              | 50.       |                    |                              |
| 11. | 1985. március 12.   | John Forsythe                                                 | # | 31.   | 2005. január 9.   | # | Jason Alexander és Malcolm Jamal Warner | 51.       |                    |                              |
| 12. | 1986. március 13.   | John Denver                                                   | # | 32.   | 2006. január 10.  | # | Craig Ferguson                          | 52.       |                    |                              |
| 13. | 1987. március 14.   | Dick Van Dyke                                                 | # | 33.   | 2007. január 9.   | # | Queen Latifah                           | 53.       |                    |                              |
| 14. | 1988. március 13.   | Carl Reiner                                                   | # | 34.   | 2008. január 8.   | # | Queen Latifah                           | 54.       |                    |                              |
| 15. | 1989. Augusztus 23. | Michael Landon és Michele Lee                                 | # | 35.   | 2009. január 7.   | # | Queen Latifah                           | 55.       |                    |                              |
| 16. | 1990. március 11.   | Valerie Harper, Fred Savage, Army Archerd és Barbara Mandrell | # | 36.   | 2010. január 6.   | # | Queen Latifah                           | 56.       |                    |                              |
| 17. | 1991. március 11.   | Burt Reynolds                                                 | # | 37.   | 2011. január 5.   | # | Queen Latifah                           | 57.       |                    |                              |
| 18. | 1992. március 17.   | Kenny Rogers                                                  | # | 38.   | 2012. január 11.  | # | Kaley Cuoco                             | 58.       |                    |                              |
| 19. | 1993. március 17.   | John Ritter és Jane Seymour                                   | # | 39.   | 2013. január 9.   | # | Kaley Cuoco                             | 59.       |                    |                              |
| 20. | 1994. március 8.    | Paul Reiser                                                   | # | 40.   | 2014. január 8.   | # | Beth Behrs és Kat Dennings              | 60.       |                    |                              |

## Fordítás
- Ez a szócikk részben vagy egészben  a   People's Choice Awards című angol Wikipédia-szócikk fordításán alapul.  Az eredeti cikk szerkesztőit annak laptörténete sorolja fel. Ez a jelzés csupán a megfogalmazás eredetét és a szerzői jogokat jelzi, nem szolgál a cikkben szereplő információk forrásmegjelöléseként.